# Deens curlingteam (gemengddubbel)
Het Deense curlingteam vertegenwoordigt Denemarken in internationale curlingwedstrijden.

## Geschiedenis
Denemarken debuteerde op het wereldkampioenschap curling voor gemengddubbele landenteams van 2008 in het Finse Vierumäki. Ze hebben zich nog nooit kunnen plaatsen voor play-offs. Het beste resultaat op wereldkampioenschappen bereikte Denemarken in 2011, 2015 en 2017. Een vijfde plaats. 
Denemarken nam nog niet deel aan het gemengddubbel op de Olympische Winterspelen.

## Denemarken op het wereldkampioenschap
| Jaar | Plaats        | Team                                      | WG            | W             | V             | PV            | PT            |
| ---- | ------------- | ----------------------------------------- | ------------- | ------------- | ------------- | ------------- | ------------- |
| 2008 | 18            | Lasse Damm & Kirsten Jensen               | 7             | 2             | 5             | 33            | 50            |
| 2009 | 10            | Per Svensen & Christine Svensen           | 8             | 4             | 4             | 45            | 54            |
| 2010 | 12            | Martin Uhd Grønbech & Christine Svensen   | 6             | 2             | 4             | 40            | 45            |
| 2011 | 5             | Are Solberg & Lilian Nielsen              | 9             | 5             | 4             | 70            | 58            |
| 2012 | 9             | Oliver Dupont & Mette de Neergard         | 10            | 6             | 4             | 83            | 68            |
| 2013 | 17            | Are Solberg & Lilian Nielsen              | 8             | 3             | 5             | 54            | 47            |
| 2014 | 26            | Flemming Christensen & Louise Hertsdahl   | 8             | 2             | 6             | 52            | 55            |
| 2015 | 5             | Oliver Dupont & Denise Dupont             | 12            | 8             | 4             | 91            | 57            |
| 2016 | 13            | Mikael Qvist & Trine Qvist                | 9             | 5             | 4             | 53            | 49            |
| 2017 | 5             | Kasper Wiksten & Nathalie Asp Wiksten     | 7             | 2             | 5             | 44            | 47            |
| 2018 | 26            | Martin Grønbech & Christine Vita Grønbech | 7             | 4             | 3             | 56            | 44            |
| 2019 | 22            | Martin Grønbech & Christine Grønbech      | 7             | 3             | 4             | 46            | 58            |
| 2021 | Geen deelname | Geen deelname                             | Geen deelname | Geen deelname | Geen deelname | Geen deelname | Geen deelname |
| 2022 | 12            | Henrik Holtermann & Jasmin Lander         | 9             | 4             | 5             | 45            | 57            |
| 2023 | 9             | Henrik Holtermann & Jasmin Lander         | 9             | 4             | 5             | 55            | 64            |
| 2024 | 14            | Henrik Holtermann & Jasmin Lander         | 9             | 4             | 5             | 58            | 64            |
| 2025 | 15            | Henrik Holtermann & Jasmin Holtermann     | 10            | 3             | 7             | 46            | 59            |

Australië · België · Brazilië · Bulgarije · Canada · China · Chinees Taipei · Denemarken · Duitsland · Engeland · Estland · Filipijnen · Finland · Frankrijk · Griekenland · Groot-Brittannië · Guyana · Hongarije · Hongkong · Ierland · India · Israël · Italië · Jamaica · Japan · Kazachstan · Kirgizië · Koeweit · Kosovo · Kroatië · Letland · Litouwen · Luxemburg · Mexico · Mongolië · Nederland · Nieuw-Zeeland · Nigeria · Noorwegen · Oekraïne · Oostenrijk · Polen · Portugal · Puerto Rico · Qatar · Roemenië · Rusland · Saoedi-Arabië · Schotland · Servië · Slovenië · Slowakije · Spanje · Thailand · Tsjechië · Turkije · Verenigde Staten · Wales · Wit-Rusland · Zuid-Korea · Zweden · Zwitserland